# Liste der Monuments historiques in Romainville
Die Liste der Monuments historiques in Romainville führt die Monuments historiques in der französischen Gemeinde Romainville auf.

## Liste der Bauwerke
| Bezeichnung                   | Beschreibung | Standort                    | Kennzeichnung | Schutzstatus | Datum | Bild           |
| ----------------------------- | ------------ | --------------------------- | ------------- | ------------ | ----- | -------------- |
| Kino Le Trianon               |              | 1, rue Étienne-Dolet (Lage) | PA93000009    | Inscrit      | 1997  | weitere Bilder |
| Kirche St-Germain-l'Auxerrois |              | (Lage)                      | PA00079950    | Inscrit      | 1929  | weitere Bilder |

## Liste der Objekte
- Monuments historiques (Objekte) in Romainville in der Base Palissy des französischen Kultusministeriums